# Stratolaunch
Dimensions
Le Stratolaunch de la firme américaine Scaled Composites est un avion géant hexaréacteur à double fuselage développé  pour servir d'avion porteur à un lanceur aéroporté de moyenne puissance. Il est nommé en 2021 le Roc ou Rokh. Ce projet est lancé en 2011 et financé par le milliardaire Paul Allen, cofondateur de Microsoft. La société Stratolaunch Systems est créée pour superviser la réalisation de l'ensemble. La conception de l'avion est confiée à Burt Rutan. Le Stratolaunch se caractérise par un double fuselage et une aile droite d'une envergure de 117 mètres. Il peut emporter sous la poutre reliant les deux fuselages une fusée d'une masse maximale de 227 tonnes pour une masse totale au décollage de 590 tonnes. 
Le projet connait plusieurs rebondissements liés à la sélection du lanceur. Celui-ci est initialement une version dérivée de la fusée Falcon 9 de SpaceX puis à compter de 2013, Thunderbolt, un lanceur utilisant une propulsion à propergol solide dont le développement est confié à Orbital ATK. Ce projet est abandonné courant 2015 pour des raisons économiques et Stratolaunch Systems décide de développer ses propres lanceurs propulsés par des moteurs à ergols liquides. Le premier vol de l'avion porteur s'est déroulé le 13 avril 2019 depuis l'aéroport et port spatial de Mojave et devait être suivi d'un lancement de satellite sans doute une année plus tard. Faute de disposer d'un lanceur immédiatement prêt à l'emploi, la fusée utilisée aurait dû être sans doute le lanceur léger Pegasus. En 2021, à la suite du changement de son propriétaire, il est destiné à l'emport d'engin hypersonique ou une navette spatiale réutilisable baptisée Black Ice en cours de développement.

## Historique

### Lancement du projet
Le projet Stratolaunch est lancé en 2011 par Paul Allen, cofondateur et actionnaire de Microsoft, dont la fortune est évaluée à plus de 20 milliards de dollars. Passionné d'astronautique, le milliardaire avait déjà participé dans les années 2000 au financement du Allen Telescope Array, un vaste réseau d'antennes paraboliques en Californie destiné à la recherche de signaux émanant de civilisations extra-terrestres. Paul Allen décide de financer le développement d'un avion porteur géant capable de larguer à haute altitude un lanceur de moyenne puissance pouvant mettre en orbite un satellite d'une masse d'environ 6 tonnes. À l'époque de nombreux investisseurs privés s'intéressent aux activités spatiales qui sont vues comme un secteur dont le niveau de maturité permet à une société privée de générer des revenus. Pour mener à bien le projet Paul Allen crée en 2011 la société Stratolaunch Systems, filiale de son consortium Vulcan Inc aux activités à la fois philanthropiques et entrepreneuriales. La société Dynetics est chargée de la conception globale et de la construction de l'interface entre le lanceur et l'avion porteur. La réalisation de l'avion porteur est confiée à la société Scaled Composites dirigée par Burt Rutan, qui s'est illustrée en concevant de nombreux prototypes pour l'Armée de l'Air américaine et qui est surtout connue pour la réalisation de l'avion-fusée SpaceShipOne reposant également sur l'utilisation d'un avion porteur.

### Choix du lanceur Falcon 9
Fin 2011, un accord avec SpaceX est rendu public. Il prévoit l'utilisation d'une version dérivée du lanceur Falcon 9 (Falcon 9 Air) dont le premier étage utilise 4 moteurs-fusées Merlin (9 sur la Falcon 9). Le premier vol de l'avion porteur était prévu fin 2015, il n'a eu lieu qu'en 2019. Le premier lancement de satellite devait avoir lieu fin 2016 depuis Cape Canaveral en Floride. Le lancement de vaisseaux avec équipage était envisagé pour 2020. 

### Développement de l'avion porteur
Deux Boeing 747 d'United Airlines sont acquis : leurs pièces détachées (moteurs, avionique, train d'atterrissage, une partie de la structure, etc.) doivent être utilisés pour équiper l'avion porteur. La construction de celui-ci doit être réalisée dans un hangar édifié à cet effet sur le site du port spatial de Mojave en Californie,.

### Collaboration avec Orbital Sciences
Fin novembre 2012, l'utilisation d'une version dérivée de la fusée Falcon 9 est abandonnée. En effet la société Stratolaunch souhaite que le fuselage du lanceur soit élargi par des structures fournissant une portance suffisante durant la première phase de vol de la fusée mais cette spécification impose que le processus de fabrication de la Falcon 9 soit modifié de manière importante. Pour SpaceX, une telle évolution diminue de manière trop importante l'effet d'échelle. Stratolaunch décide de confier l'étude du lanceur à Orbital Sciences Corporation qui a accumulé une bonne expérience dans le domaine en tant que constructeur du seul lanceur aéroporté opérationnel, la fusée Pegasus. 
Orbital choisit de développer un lanceur, baptisé Thunderbolt ou Pegasus II, comprenant deux étages à propergol solide et un troisième étage à ergols liquides. La fabrication des étages à propergol solide est confiée à ATK, constructeur des propulseurs d'appoint de la Navette spatiale américaine et principal spécialiste américain du domaine. Courant 2014, le constructeur aérospatial décide de renoncer à l'étage à ergols liquides.
En avril 2015, la société Stratolaunch annonce qu'elle envisage désormais d'utiliser l'avion porteur pour lancer plusieurs types de fusée sans renoncer à sa collaboration avec Orbital. L'objectif est de disposer de fusées à faible coût adaptées au marché croissant des satellites de petite taille. La société annonce par ailleurs que la fabrication des composants de l'avion porteur est achevé à 80 % et que son assemblage est réalisé à 40 %. L'avion devrait effectuer ses premiers tours de roue à la fin de l'année et les tests en vol devraient commencer début 2016. Au cours de l'été 2015, Stratolaunch met fin au projet de développement de lanceur avec Orbital. En octobre 2016, Stratolaunch annonce un partenariat avec Orbital ATK visant à utiliser son avion porteur pour lancer simultanément trois lanceurs aéroportés Pegasus XL. Les spécialistes du secteur doutent de la viabilité économique de ce montage compte tenu du coût du lanceur Pegasus et du nombre très réduit de commandes décrochées par celui-ci au cours de la décennie (5 vols au cours des 10 dernières années). 
L'avion sort pour la première fois de son hangar dans le désert de Mojave le 31 mai 2017 pour être présenté à la presse.

### Des lanceurs développés en interne?
En octobre 2018, la société Stratolaunch annonce qu'elle prévoit le développement d'une gamme de trois lanceurs et qu'en attendant que ceux-ci soient mis au point, le lanceur Pegasus sera utilisé. Ces lanceurs sont le MLV (Medium Launch Vehicle) pouvant placer en orbite basse 3,4 tonnes, le MLV Heavy qui utilise deux propulseurs d'appoint identiques au premier étage MLV et dont la capacité est de 6 tonnes et enfin un engin ailé réutilisable dont le développement est programmé à une date plus tardive. Pour la propulsion de ces nouveaux lanceurs, un nouveau moteur-fusée, baptisé PGA (initiales de Paul Gardner Allen), brûlant un mélange d'hydrogène et d'oxygène liquide est développé. Sa mise au point est confiée à Jeff Thornburg, un des concepteurs du moteur Merlin de SpaceX. Un premier test sur banc d'essais a lieu en novembre 2018.

### Les conséquences du décès de Paul G Allen
Le décès du créateur et financier du Stratolaunch, Paul Allen, survenu le 15 octobre 2018, n'a pas de conséquences immédiates. Le 9 janvier 2019, l'avion porteur effectue ses premiers essais de roulage à grande vitesse (220 km/h) sur la piste de l'aéroport et port spatial de Mojave. Mais le 19 janvier, la société Stratolaunch annonce qu'elle arrête le développement du moteur PGA. Les nouveaux dirigeants annoncent que le lanceur utilisé sera uniquement la fusée Pegasus. La viabilité financière de ce choix semble pourtant douteuse. Par ailleurs un concurrent direct, le lanceur aéroporté LauncherOne qui utilise comme avion porteur un Boeing 747, procède à différents vols de test. Il peut placer en orbite une charge utile supérieure (500 kg contre 370 kg) et son avion porteur peut décoller depuis une piste d'aéroport standard, ce qui n'est pas le cas du Stratolaunch handicapé par son envergure.

### Premier vol
Le samedi 13 avril 2019, la société annonce avoir fait son premier vol d'essai du lanceur dans un désert californien.

### Redéfinition de la mission
La reprise de la compagnie par Steve Feinberg, a sauvé in extremis l’avion, tout en modifiant profondément sa mission initiale.
L'appareil qui effectue son second vol d'essai le 29 avril 2021 est désormais pensé en 2021 comme une plateforme de lancement d'objets hypersoniques, en premier lieu desquels le Talon-A conçu en interne par Stratolaunch, un véhicule décrit comme « offensif, imaginé pour la défense aérienne et la R&D hypersonique » et capable de voler à Mach 6.
La société indique qu'elle ne souhaite cependant pas laisser tomber ses intentions originelles de rendre l'accès à l'espace de façon pratique, abordable et de façon flexible. Ainsi, dès 2018, elle planchait sur le développement d'une navette spatiale réutilisable baptisée Black Ice.
Son troisième vol d'essai a lieu le 16 janvier 2022.

## Description de l'avion porteur

Comparaison du Stratolaunch avec d'autres avions de grande envergure.

Le Stratolaunch est un avion hexaréacteur géant à double fuselage (comme le White Knight Two) long de 72 mètres et haut de 15 mètres. Il est caractérisé par une aile droite qui permet d'augmenter sa portance (au détriment de la vitesse maximale) et par son envergure de 117 mètres, qui en fait l'avion le plus large jamais construit, laissant loin derrière les 98 m du Hughes H-4 Hercules ou les 88 m de l'Antonov An-225. Sa masse à vide est de près de 230 tonnes tandis que sa masse maximale est de 590 tonnes. Son train d'atterrissage comprend 28 roues. Il est propulsé par six turboréacteurs Pratt & Whitney PW4056 analogues à ceux utilisés sur le Boeing 747. Le fuselage est constitué à 50 % par des pièces prélevées sur les deux Boeing 747 acquis à cet effet, le reste étant des pièces fabriquées en composite carbone par Scaled Composites. Les trains d'atterrissage, l'avionique et les réacteurs ont été prélevés sur les Boeing.
L'appareil est conçu pour transporter sous la poutre joignant les deux fuselages un lanceur aéroporté dont la masse maximale est de 227 tonnes. Celui-ci est largué à une altitude de 9 100 mètres. L'avion porteur peut atteindre une distance de 1 852 kilomètres et la mission en vol peut durer 10 heures.

## Caractéristique des lanceurs envisagés
Plusieurs lanceurs ont été tour à tour envisagés  :
- Falcon 9 Air de SpaceX : une version dérivée de la fusée Falcon 9 avec un premier étage propulsé par 4 moteurs Merlin au lieu des 9 dans la version de série. Ce lanceur devait pouvoir placer en orbite basse un satellite artificiel de plus de 6 tonnes.
- Thunderbird (ou Pegasus 2) de Orbital Sciences : une fusée ayant une capacité identique et comportant deux étages à propergol solide et un troisième étage propulsé par un moteur-fusée à ergols liquides RL-10.
- MLV (Medium Launch Vehicle) : un  développement interne utilisant un nouveau moteur-fusée, baptisé PGA, brûlant un mélange d'hydrogène et d'oxygène liquide également développé en interne et capable de placer en orbite basse 3,4 tonnes.
- MLV Heavy : une version plus lourde du MLV utilisant deux propulseurs d'appoint identiques au premier étage MLV et dont la capacité est de 6 tonnes.
- un engin ailé réutilisable dont le développement est programmé à une date plus tardive.

Finalement, début 2019, le seul candidat restant en lice est la fusée Pegasus XL développée par Orbital Sciences et capable de placer en orbite basse environ 370 kg lorsqu'elle est emportée par l'avion porteur Stratolaunch. La fusée d'une longueur de 17,6 mètres pour un diamètre de 1,27 mètre a une masse de 23 tonnes.
En 2021, l'engin hypersonique en développement prévu est celui-ci : 
- Talon-A de classe Mach 6, entièrement réutilisable, autonome et propulsé par un moteur-fusée à propergol liquide. Avec une envergure de 4,3 mètres, 8,5 mètres de long et une masse de près de 3 tonnes au lancement, Talon-A devrait être capable de plus de 60 secondes de vol hypersonique, puis revenir en planant pour un atterrissage autonome sur une piste conventionnelle[17].